# Papa Vitaliano
Papa Vitaliano (latim: Vitalianus), natural de Segni, foi o 76° Papa da Igreja Católica, eleito em 30 de Julho de 657 e consagrado dois meses depois, por pressão de Constantino II, Imperador bizantino, servindo como papa até sua morte. Seu pontificado foi marcado pela disputa entre o papado e o governo imperial em Constantinopla sobre o Monotelitismo, que Roma condenou. O papa tentou resolver a disputa e teve uma relação conciliatória com o Imperador Constanstino II, que o visitou em Roma e lhe deu presentes. São Vitaliano enviou núncios para a Galileia, Espanha e Inglaterra e viu, durante seu pontificado em 671, a conversão dos lombardos. Foi o primeiro papa a autorizar o som e o uso do órgão nas cerimônias religiosas.
Morreu em 27 de Janeiro de 672.